# Scoparia humilialis
Scoparia humilialis là một loài bướm đêm trong họ Crambidae.